# Beowulf : Retour dans les Shieldlands
Pour les articles homonymes, voir Beowulf (homonymie).
Beowulf : Retour dans les Shieldlands est une série télévisée britannique en treize épisodes de 45 minutes créée par James Dormer et diffusée entre le 3 janvier et le 20 mars 2016 sur le réseau ITV.
En France, la série a été diffusée sur SyFy du 11 novembre 2017 au 16 décembre 2017.

## Synopsis
Beowulf est de retour dans la cité d'Herot à la suite du décès de son père et chef de clan, Hrothgar, le Thane. Sa belle mère, Rheda a pris le pouvoir. Son beau frère Slean, furieux de ne pas avoir été nommé Thane voit d'un mauvais œil le retour du fils prodigue. Une guerre pour le pouvoir s'engage où la magie, les créatures démoniaques et la guerre vont faire leur apparition ...

## Distribution

### Acteurs principaux
- Kieran Bew (VF : Anatole de Bodinat) : Beowulf
- Holly Earl (VF : Clara Quilichini) : Kela
- Lee Boardman (VF : Gilles Morvan) : Hane
- David Bradley : Gorrik
- Lolita Chakrabarti (VF : Christèle Billault) : Lila
- Elliot Cowan : Abrican
- Laura Donnelly (VF : Ludivine Maffren) : Elvina
- Gísli Örn Garðarsson (VF : Thierry Gondet) : Breca
- David Harewood (VF : Thierry Desroses) : Scorann
- Edward Hogg (VF : Vincent de Bouard) : Varr
- William Hurt (VF : Féodor Atkine) : Hrothgar
- Ian Puleston-Davies (VF : Gabriel Le Doze) : Lagathorn
- Edward Speleers (VF : Benjamin Gasquet) : Slean
- Ellora Torchia (VF : Corinne Wellong) : Vishka
- Joanne Whalley (VF : Martine Irzenski) : Rheda
- David Ajala (en) (VF : Eilias Changuel) : Rate

## Production

### Casting
Le 12 mars 2015, l'acteur Kieran Bew a été choisi pour le rôle principal de la série. De même que William Hurt, Joanne Whalley et Edward Speleers.
Le 17 avril 2015, l'acteur David Harewood est annoncé aussi parmi le casting principal.
Le 19 août 2015, le reste du casting incluant de nouvelles vedettes est annoncé avec Joe Sims, Lee Boardman, David Bradley, Ace Bhatti (en) et Grégory Fitoussi.

### Tournage
Le tournage commence en avril 2015 dans le Weardale, une région du comté de Durham, dans le Nord de l'Angleterre. Le décor principal en extérieur a été construit dans une cimenterie dans le Sud d'Eastgate, qui se situe à l'Ouest de Stanhope. Puis il a continué jusqu'à fin avril dans le Northumberland, puis quelques scènes ont été tournées dans la plage de Bamburgh.

Au mois de juin, un décor a été construit sur les dunes de Druridge Bay et un autre dans le littoral du réservoir de Derwent puis de nouveau le tournage a continué à Blyth où des scènes principales ont pu être tournées à la manufacture de Dewhirst où se trouve aussi un grand entrepôt et ce jusqu'au mois d'octobre.

### Fiche technique
- Titre original : Beowulf: Return to the Shieldlands
- Titre français : Beowulf : Retour dans les Shieldlands
- Créateur : James Dormer
- Producteurs : Stephen Smallwood et Will Nicholson
- Producteurs exécutifs : James Dormer, Tim Haines et Katie Newman
- Musique : Rob Lane, Will Rice et Jonny Sims
- Photographie : Adam Etherington, James Friend, Jean-Philippe Gossart, Owen McPolin, Mike Spragg, Nic Morris et James Welland
- Montage : Ben Drury, Dan Crinnion, Philip Hookway, Mike Jones, Emma Oxley et Yan Miles
- Distribution : Sam Jones
- Création des décors : Grant Montgomery et David Butterworth
- Création des costumes : Ralph Wheeler-Holes
- Effets spéciaux de maquillage : Christine Cant, Sue Michael et Lisa Parkinson
- Effets spéciaux : Steve Breheney, Ian Rowley et Rob Rowley
- Effets spéciaux visuels : MILK VFX
- Compagnies de production : ITV Independant Television - ITV Studios
- Compagnie de distribution : ITV 1
- Pays d'origine :  Royaume-Uni
- Langue d'origine : Anglais Stéréo
- Image : Couleurs
- Ratio écran : 16:9 HD
- Caméra : Steadycam
- Durée : 12 x 46 minutes
- Genre : Heroic Fantasy

- Société de doublage : BTI[10]
- Direction artistique : Véronique Borgias

## Épisodes
1. Le Retour (The Return)
2. Le Conseil (The Gathering)
3. À la recherche de Scorann (Episode 3)
4. Les Warigs (Episode 4)
5. La fièvre des mers (Episode 5)
6. Le complot de Bregan (Episode 6)
7. L'attaque (Episode 7)
8. Le mariage (Episode 8)
9. Le renversement d'Abrecan (Episode 9)
10. Le prophète (Episode 10)
11. La révélation (Episode 11)
12. Le Pont de Draca (Episode 12)
13. La bataille d'Herot (Episode 13)

## Accueil
Dans l'ensemble, les critiques reçues par la série dans sa globalité sont peu positives bien que les meilleures notes aient été pour la qualité des décors et des effets visuels ainsi que le respect de la mythologie autour des monstres entourant Beowulf. On note aussi que l'écriture est jugée de bonne qualité.
La version française semble coupée d’un épisode complet entre le 11 et 12 ce qui rend l’histoire difficile à suivre.